# Jakobstads baptistförsamling
Jakobstads baptistförsamling är en baptistförsamling i Jakobstad i Österbotten i Finland. Församlingen grundades den 14 augusti 1870 med Petter Stormåns som föreståndare.

## Föreståndare
- Petter Stormåns
- Anders Niss
- Johan Erik Söderman
- 1910–1917: Martin Westström
- 1917-1923: J. A. Lindqvist
- 1924– Alef Lantz
- Emil Nylund
- Per-Olof Öman
- Östen Bergman
- 1933–1936: Reinhold Nylund
- 1944–1948: Hugo Holmlund
- 1948–1950: Emanuel Edström
- 1957–1961: Roy Holmlund
- 1965– Rafael Edström